# KH-7 13
KH-7 13 – amerykański satelita rozpoznawczy; trzynasty statek serii KeyHole-7 GAMBIT programu CORONA. Jego zadaniem było wykonywanie wywiadowczych zdjęć Ziemi, o rozdzielczości przy gruncie około 46 cm. Kapsuła powrotna z negatywami wróciła na Ziemię pięć dni po starcie. Rezultaty misji nie są znane.

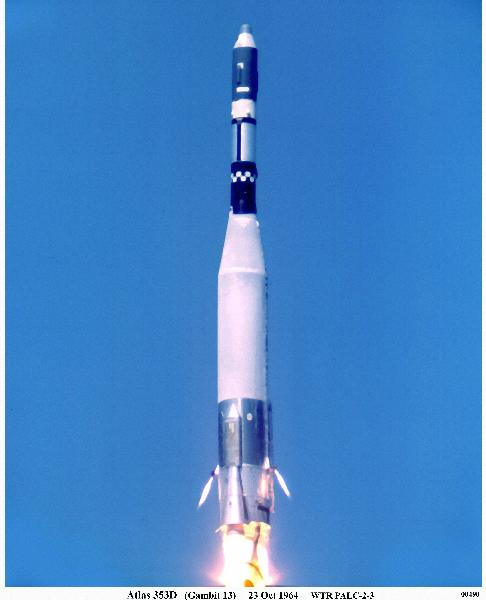
Start Atlasa Ageny D z satelitą KH-7 13 i Hitchhiker 7

Wyniesiony w kosmos wraz z satelitą Hitchhiker 7.